# Folkston
Folkston és una població dels Estats Units a l'estat de Geòrgia. Segons el cens del 2000 tenia 2.178 habitants.

## Demografia
Segons el cens del 2000, Folkston tenia 2.178 habitants, 817 habitatges, i 548 famílies. La densitat de població era de 233,6 habitants/km².
Dels 817 habitatges en un 31,9% hi vivien nens de menys de 18 anys, en un 41,6% hi vivien parelles casades, en un 21,9% dones solteres, i en un 32,9% no eren unitats familiars. En el 29% dels habitatges hi vivien persones soles el 12,7% de les quals corresponia a persones de 65 anys o més que vivien soles. El nombre mitjà de persones vivint en cada habitatge era de 2,58 i el nombre mitjà de persones que vivien en cada família era de 3,2.
Per edats la població es repartia de la següent manera: un 29% tenia menys de 18 anys, un 8,9% entre 18 i 24, un 26,4% entre 25 i 44, un 20,5% de 45 a 60 i un 15,2% 65 anys o més.
L'edat mediana era de 36 anys. Per cada 100 dones de 18 o més anys hi havia 78,3 homes.
La renda mediana per habitatge era de 21.840 $ i la renda mediana per família de 32.375 $. Els homes tenien una renda mediana de 26.302 $ mentre que les dones 19.816 $. La renda per capita de la població era de 13.653 $. Entorn del 26,1% de les famílies i el 28,6% de la població estaven per davall del llindar de pobresa.

## Poblacions més properes
El següent diagrama mostra les poblacions més properes.